# Aleksandr Lewicki
Aleksandr Andriejewicz Lewicki (ros. Алекса́ндр Андре́евич Леви́цкий; ur. 1885, zm. 1965) – rosyjski i radziecki operator filmowy kina niemego. Zasłużony Działacz Sztuk RFSRR (1946). Laureat Nagrody Stalinowskiej (1949). Wykładowca moskiewskiego Wszechrosyjskiego Państwowego Uniwersytetu Kinematografii im. S.A. Gierasimowa. Jego uczniami byli m.in. Boris Wołczek, Leonid Kosmatow i Konstantin Kuzniecow.

## Wybrana filmografia
- 1914: Anna Karenina
- 1924: Niezwykłe przygody Mister Westa w krainie bolszewików
- 1925: Promień śmierci